# Mechanical Animals
Mechanical Animals este cel de-al treilea album de studio al trupei de rock american Marilyn Manson . A fost lansat pe 15 septembrie 1998, de Nothing and Interscope Records . Albumul a marcat o schimbare majoră de la industrial metal și stilul alternative metal, la stilurile glam rock din anii '70    cu rock industrial  și rock electronic  . Ca și în cazul albumului din anul 1996, Antihrist Superstar, temele albumului Mechanical Animals ' se referă în principal capcana de a fi faimos si abuzul de droguri. 

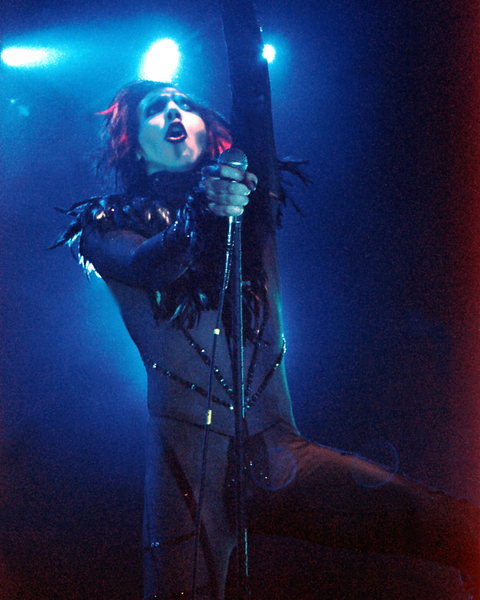
Manson în 1998 la Mechanical Animals Tour

## Listă de piese

### Versiunea CD
Toate versurile sunt scrise de Marilyn Manson. 
| Nr. | Titlu                                            | Lungime |  |
| 1.  | „Great Big White World”                          | 5:01    |  |
| 2.  | „The Dope Show”                                  | 3:46    |  |
| 3.  | „Mechanical Animals”                             | 4:33    |  |
| 4.  | „Rock Is Dead”                                   | 3:09    |  |
| 5.  | „Disassociative”                                 | 4:50    |  |
| 6.  | „The Speed of Pain”                              | 5:30    |  |
| 7.  | „Posthuman”                                      | 4:17    |  |
| 8.  | „I Want to Disappear”                            | 2:56    |  |
| 9.  | „I Don't Like the Drugs (But the Drugs Like Me)” | 5:03    |  |
| 10. | „New Model No. 15”                               | 3:40    |  |
| 11. | „User Friendly”                                  | 4:17    |  |
| 12. | „Fundamentally Loathsome”                        | 4:49    |  |
| 13. | „The Last Day on Earth”                          | 5:01    |  |
| 14. | „Coma White”                                     | 5:38    |  |
| 15. | Fără titlu (hidden multimedia track)             | 1:22    |  |

### Versiunea de vinil
| Marilyn Manson: Side one |                         |         |  |
| Nr.                      | Titlu                   | Lungime |  |
| 1.                       | „Great Big White World” | 5:01    |  |
| 2.                       | „Posthuman”             | 4:04    |  |
| 3.                       | „The Speed of Pain”     | 5:30    |  |
| 4.                       | „The Last Day on Earth” | 5:05    |  |

| Marilyn Manson: Side two |                      |         |  |
| Nr.                      | Titlu                | Lungime |  |
| 1.                       | „Disassociative”     | 4:50    |  |
| 2.                       | „Mechanical Animals” | 4:39    |  |
| 3.                       | „Coma White”         | 5:38    |  |

| Omēga and the Mechanical Animals: Side one |                           |         |  |
| Nr.                                        | Titlu                     | Lungime |  |
| 1.                                         | „The Dope Show”           | 3:46    |  |
| 2.                                         | „Rock Is Dead”            | 3:10    |  |
| 3.                                         | „I Want to Disappear”     | 3:09    |  |
| 4.                                         | „Fundamentally Loathsome” | 4:49    |  |

| Omēga and the Mechanical Animals: Side two |                                                  |         |  |
| Nr.                                        | Titlu                                            | Lungime |  |
| 1.                                         | „I Don't Like the Drugs (But the Drugs Like Me)” | 5:03    |  |
| 2.                                         | „New Model No. 15”                               | 3:39    |  |
| 3.                                         | „User Friendly”                                  | 4:18    |  |